# Seagull Rock
Der Seagull Rock (von englisch seagull ‚Möwe‘) ist ein vom Meer überspülter Klippenfelsen im Archipel Südgeorgiens. Er liegt westlich des Kanin Point im Husvik Harbour. 
Wissenschaftler der britischen Discovery Investigations nahmen 1928 seine Kartierung vor. Der Name des Felsens ist erstmals auf einer Seekarte der britischen Admiralität aus dem Jahr 1930 verzeichnet.